# Tillaea verticillaris
Tillaea verticillaris là một loài thực vật có hoa trong họ Crassulaceae. Loài này được DC. miêu tả khoa học đầu tiên năm 1828.